# Aimée du Buc de Rivery
Aimée du Buc de Rivery 1776. december 4-én született a francia Antillákon, a gyarmati státusú Martinique szigetén, szüleinek Le Robert környéki birtokán. A hagyomány úgy tartja, hogy azonos azzal a Naksidil (Nakş-ĭ-dil Haseki) néven ismert Valide Sultanával, az 1808-39-ig uralkodó II. Mahmud szultán anyjával, akinek türbéje Isztambulban található.

## Családja
Szülei gazdag francia ültetvényesek, a gyarmati kreol arisztokrácia tagjai: Henri Jacob du Buc de Rivery (1748.06.19.-1808.05.29.) és Marie Anne d´Arbousset-Beaufond (1739-1811), akik Le Robert-ben 1773.05.24-én kötöttek házasságot. Felmenői 1657-ben települtek ide Normandiából, miután a Karib-tengeri katonai offenzíva befejeződött. A család rokonságban állt Joséphine Bonaparte császárné családjával. A család neve a fellelhető forrásokban többféle írásmóddal (Dubuc, Debuc, Debucq, de Buc, du Buc etc. illetve Rivèry, Ribéry, Rivery) szerepel, miként Aimée születési évét sem adják meg egyöntetűen (1763, 1767, 1776), s ennek megfelelően élete más eseményeinek időpontja sem egyértelmű.

## A legenda szerint
- 1763-ban született, s gyermekkorát szülőházában töltötte, szoros kapcsolatban és barátságban rokonával, a vele egyidős Joséphine de Beauharnais-vel (született: Marie Josèphe Rose Tascher de La Pagerie; férjezett: Vicomtesse de Beauharnais, illetve: Imperatrice Joséphine), aki később – az igen aktív társasági élete során – sokszor megemlékezett unokahúgáról.
- 1776-ban (13 évesen?) a Vizitációs rendnek (les Dames d'Ordre de la Visitation) a Nantes közelében lévő zárdájába, a nemes kisasszonyok nevelését végző kolostor-iskolába küldik tanulmányainak kiegészítése céljából. Az itt töltött 8 év után készült visszatérni a szülői házba. Lehetséges, hogy a tartózkodás idejét a közben folyó francia-angol háború is befolyásolta.
- 1784-ben (1788-ban?) egy nevelőnő kíséretében a Duddefant kapitány vezette Bella Gaviota nevű spanyol hajón indult haza Nantesből Martinique felé, de a hajó az Ibériai-félsziget csücskén fekvő A Coruñától mintegy 40 mérföldre léket kapott. A hajótörötteket egy, a Baleárokra tartó angol hajó vette a fedélzetére. Ezt néhány mérföldnyire Mallorcától berber rabszolga-vadászok megtámadták és az utasokat El Djezaĩr (Algir) rabszolga- piacára hurcolták. A kalózoktól átvett, szép szőke nemes-kisasszonyt a mór kereskedő az algíri bégnek (Baba-Mohamed-Ben-Osman), ő pedig az Oszmán birodalom uralkodójának, I. Abd-ül-Hamid szultánnak ajándékozta, a "küldeményt" a pénzügyminisztere -Keznadar pasa- gondjaira bízva küldte el a Portának, ahová augusztusban érkeztek meg. A szultáni palotába (Topkapı palota) egy szőke, megnyerő modorú, művelt és nagyon szép külső adottságokkal megáldott háremhölgy érkezett, akinek -mint minden nemzetiségű rablott, vásárolt, vagy toborzott bajadérnak- azonnal török nevet adtak: Nakş-ĭ-dil = "Szépséges", "Szépek-szépe". Naksidil hamarosan a szultán kedvence lett és elnyerte a dördüncü Kadin (negyedik Feleség) címet (a 12 hivatalos feleség sorában).
- 1785-ben fiút szült, a később II. Mahmud néven uralkodó (1808-1839) szultánt, aki a trónöröklési hierarchiában a 3. helyet nyerte el az uralkodó unokaöccse Szelim és az elsőszülött Musztafa mögött. Fiát és a trónörököst franciára tanította, s francia nevelőket hozatott számukra. Valószínűleg ő kezdeményezte a palota francia ízlés szerinti -nyugaton is divatos- rokokó stílusú dekorálását. Az ő idejében kezdődött a török flotta és a tüzérség francia mintára való átszervezése. Ekkor indult egy francia nyelvű lap Isztambulban és létesült Párizsban a török nagykövetség.
- 1789-ben meghalt Abd-ül-Hamid szultán, utódja III. Szelim néven a törvényes örökös lett. Naksidil befolyása nem szűnt meg, az új szultán bizalmasa (talán ágyasa is?) lett és a megkezdett reformok folytatódtak.
- 1807-ben, a kitört palotaforradalom idején mind Szelim szultán, mind a trónörökös Musztafa az életét veszti. Mahmudot azonban anyja elrejti. (A kandalló kürtőjén át menekül?)
- 1808-ban Mahmud, mint a trón törvényes örököse átveszi a hatalmat, s az elődjei által kezdeményezett modernizációt folytatja. Naksidil a megtisztelő Valide Sultana (a Szultán Anyja, Anyaszultána) cím birtokosa lesz. (II. Mahmud egyik reformjaként váltotta fel a fez a hagyományos turbánt a török hadseregben.)
- 1812-ben, Napóleon Oroszország elleni hadjáratának hírére ráveszi fiát („Az anya szava - Allah szava”, Korán), hogy a 6 éve húzódó orosz-török háborút váratlan (a hadi helyzet által nem indokolt, valamint a Porta számára előnytelen) békekötéssel zárja le. Ezzel a déli orosz haderő felszabadulva, a Moszkva felé tartó Napóleon hátába került, elvágva annak utánpótlási vonalait, s jelentős erősítést jelentett Kutuzovnak Berezinánál a visszavonuló francia Grande Armée szétverésénél. - A legenda szerint ezzel állt bosszút gyermekkori barátnője és rokona, Joséphine méltánytalan válásáért (1804).
- 1817. november 10-én (december 23-án?) meghalt Naksidil. Kívánságának megfelelően a szultán keresztény (katolikus!) papot hívatott a halálos ágyához (Kriszosztom, az isztambuli kapucinusok rendfőnöke volt az első keresztény pap, aki a Porta küszöbét átlépte) és keresztény szertartás kíséretében helyezték örök nyugalomra Beşiktaş-ban, abban a sírkertben, melyet az Oszmán Birodalom nemzeti hőseként tisztelt II. Mehmed Fatih (Hódító) szultánnak (az Oszmán Birodalom egyik legnagyobb uralkodójának, 1451-81) emlékére hoztak létre. Itt csak a dinasztia legnagyobb tiszteletben tartott tagjainak türbéje található. A történethez tartozik, hogy Naksidil ugyan formálisan az iszlám szokásoknak megfelelően élt, de megtartotta keresztény hitét. Azt is feljegyezték, hogy fiát a korabeli szóbeszéd “Gavur Sultan” (gyaur = hitetlen) néven említette.

## A valós történet
- Jacques Petitjean Roget (a Société d’Histoire et d’Archéologie en Martinique volt elnöke) történész szerint az egész legenda egy színdarabon alapul és a család terjesztette el. Kutatása szerint a család a hajótöréskor (1788) elvesztette Aimée nyomát, s bár keresték a kapcsolatot Joséphine de Beauharnais-val, de a forradalmi Párizs akkori politikai viszonyai között az eltűntről semmit nem tudtak meg.
- Dr. Fikret Saraçoğlu (Istanbul Universitesi’de Sosyoloji okudu) török kutató egy dokumentum alapján közölte azt a kutatási eredményét (Turkish Daily New), hogy a későbbi II. Mahmud szultán anyja egy grúz-csecsen származású, a szüleitől megvásárolt rabnő volt és nem a francia-kreol leány. A dokumentált történelmi tények alapján azonban joggal vélhetjük, hogy mindazok a reformok, amelyek Naksidil isztambuli életében (1784-1817) a Portán és a birodalomban elkezdődtek, nem tulajdoníthatók egy ázsiai, ortodox-keresztény származású nő sugallatának. A témával foglalkozó történészek ennek nyomán Naksidil szultánát II. Mahmud szultán „anyja vagy mostohája”-ként említik.

## Konklúzió?
A dokumentálható történelmi adatok alapján feltételezhető, hogy a Naksidil néven ismert Kadin (feleség) nem a birodalom vagy valamelyik vazallus állam nemesi családjából származott, hiszen akkor eredeti (muszlim) nevét -pl.: Fatime, Seherezáde stb.- viselhette volna. A nyugati műveltsége, a francia orientáció, a külseje-egyénisége alapján róla kialakult kép és a névadás megerősíti azt a véleményt, hogy frankofón származású volt, s bár a trónörökös szülőanyja lehetett bárki, tény, hogy II. Mahmud őt „anyjaként” nevezte, tisztelte, szerette és még halálában is megbecsülte. A sírfelirata a tanú erre: (Epitaphe du sultan Mahmoud II sur le mausolée de sa mère, édifié dans les jardins de la mosquée de Mohamed le Conquérant)

## A legenda története
- Az egyik legkorábbi ismert változat Joséphine császárné médiumától, Marie Anne Lenormand-tól származik. Szerinte a két leány felkereste a woodoo-jósnőt, Euphemie David-ot, aki Aimée sorsát így ecsetelte: „Európába mész, befejezni az iskolát. A hajódat kalózok fogják megtámadni, elrabolnak és egy szerájba visznek. Fiat szülsz, aki dicsőségesen fog uralkodni, de a trónhoz vezető utat az elődjeinek vére fogja áztatni. A Portától nem fogsz nyilvános elismerést kapni, de egy nagy és csodás házban fogsz uralkodni. Amikor már elnyerted a boldogságot, az el fog halványulni és egy hosszú betegség visz a sírodba.” Lesley Blanch: The Wilder Shores of Love Archiválva 2014. augusztus 2-i dátummal a Wayback Machine-ben.
- Egy későbbi említés található a Le Voleur című lap 1861. július 5-i számban: „(Abd-ul-Medjid szultán (1839 - 1861), II. Mahmud fia) nagyanyja egy Martinique-ről származó kreol nő, Mlle Aimée, aki 1766-ban született. Nantes-ba küldték 10 évesen. Egy nevelőnő kíséretében 18 évesen (1784) indult haza, ...”.
- 1867-ben Abd-ül-Aziz (1861 - 1876) szultán, (I. Medzsid fia, II. Mahmud unokája) és III. Napóleon császár (Joséphine császárné unokája, első házasságából született lányának, Hortense de Beauharnais-nek a fia) találkozásakor szó esett a kettejük nagymamája közötti rokoni-baráti viszonyról.
- A legenda néhány eleme Gaetano Donizetti L’ange de Nisida (1839; felújításban La Favorite-1840) című francia nyelvű operájának ismeretlen szerzőtől származó librettójában is felbukkan, mely a francia François-Thomas-Marie de Baculard d’Arnaud (1718 – 1805) Les Amants malheureux, ou le Comte de Commige című színműve alapján készült. E mű viszont sokat átvesz Claudine-Alexandrine-Sophie Guérin de Tencin baronesz (1682 - 1749) Les Malheurs de l’amour (1747) című regényéből, melyet később (1775) Jean-Rodolphe Sinner de Ballaigues színpadra adaptált. A korszak több hasonló stílusú romantikus történetet szült, s Roget fenti megállapítása megalapozottnak tűnik.
- A Du Buc család 2009. június 14-én Aimée tiszteletére emléktáblát avatott a normandiai d'Orne városkában található Fontenil-kastélyban, ahol 2010-ben „a szőke francia szultána” életét bemutató kiállításon egy török küldöttség is tiszteletét tette.

## A legenda utóélete
A történet – a fent vázolt változattól némileg eltérően – több regény, színdarab és film szüzséjét ihlette.

### Regények
- Cost, March (alias Margaret Mackie Morrison): "The Veiled Sultan" (NY: Vanguard Press, 1969)
- James, Susannah : "A Distant Shore" (Signet, 1981), ISBN 0-451-11264-4
- Mihály görög herceg: "La nuit du Sérail" (1982) | "Sultana" (NY: Harper & Row, 1983), ISBN 0-06-015166-8
- Wallach, Janet : "Seraglio" (NY: Nan A. Talese, 2003), ISBN 978-0-385-49046-7 (0-385-49046-1)
- Chase-Riboud, Barbara : "Valide"
- Graham, Sean : "The French Odalisque" (London: Orbach and Chambers, 2009) ISBN 0-85514-502-1 ISBN 978-0-85514-502-6

### Film
- The Favorite|Intimate Power (1989, címszerepben Amber O'Shea.)

## Bibliográfia
- Roget, Jacques Petitjean: J’ai assassiné la sultane Validé (Société d'Histoire de la Martinique, 1990)
- Morton, Benjamin A.: The Veiled Empress: An Unacademic Biography (G.P. Putnam’s Sons, 1923)
- Costanza, Maurizio: La Mezzaluna sul filo - La riforma ottomana di Mahmûd II, Marcianum Press, Venezia, 2010 (appendix.1)
- Du Buc de Mannetot, Yvan Brunet: Si la Martinique m’était… (Histoire coloniale et patrimoine antillais, 2008)
- Morton, B.A.: The Veiled Empress (1923)
- Halliburton, Richard: Seven League Boots (1935) / Varázscsizmában a föld körül (Tolnai, Budapest - é.n.)
- Blanch, Lesley: Aimee DuBucq de Rivery: Message from a Ghost (New York: Simon & Schuster, 1954)
- Isom-Verhaaren, Christine, Royal french Women in the Ottoman Sultan’s Harem… Journal of History.